# Steuben County (New York)
Steuben County ist ein County im Bundesstaat New York der Vereinigten Staaten. Bei der Volkszählung im Jahr 2020 hatte das County 93.584 Einwohner und eine Bevölkerungsdichte von 26 Einwohner pro Quadratkilometer. Der Verwaltungssitz (County Seat) ist Bath.

## Geschichte
Das County wurde zu Ehren des aus Preußen stammenden Generals Friedrich Wilhelm von Steuben benannt und am 18. März 1796 gegründet.

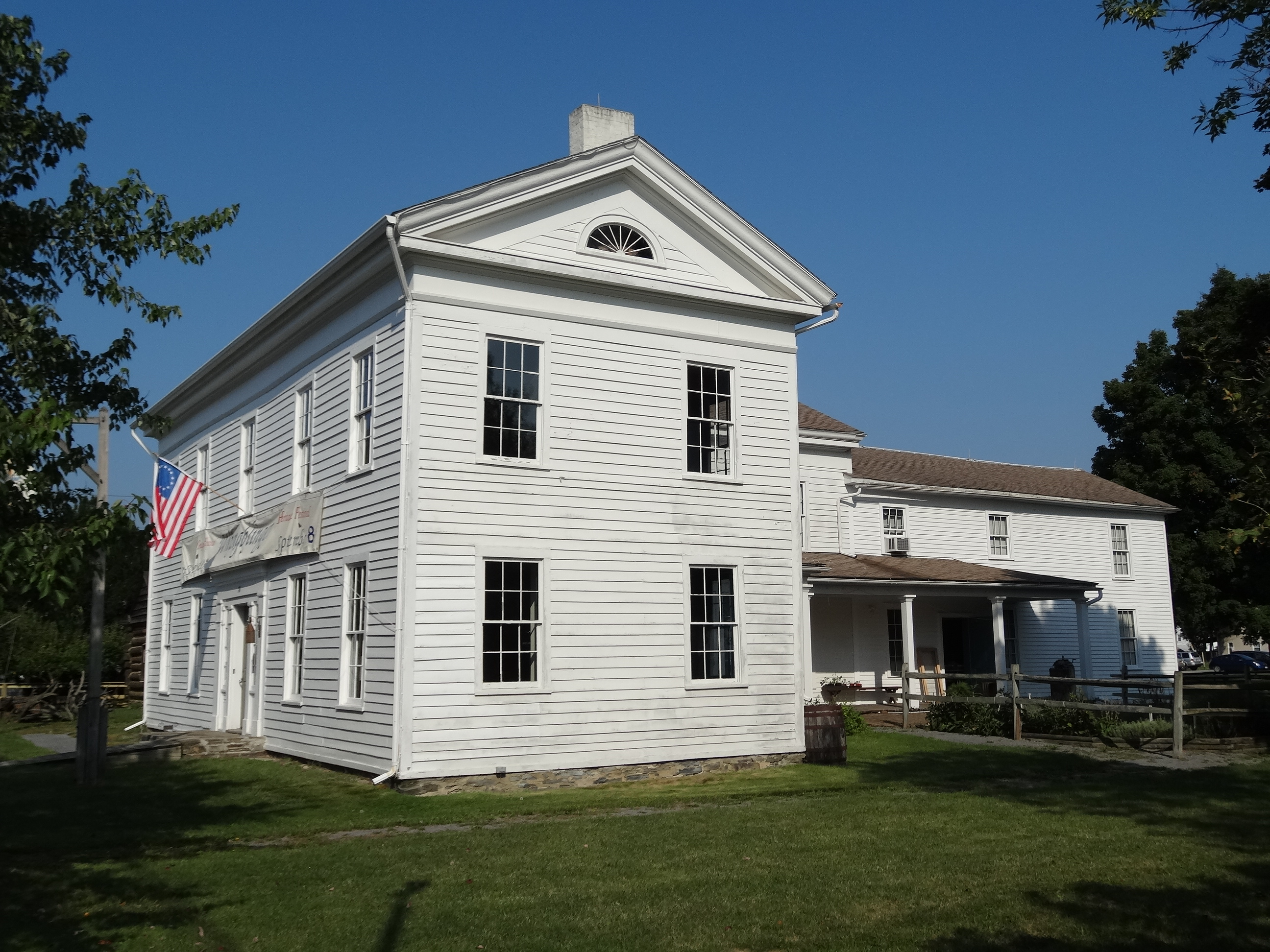
Das Benjamin Patterson Inn (2012) ist eines von 56 Objekten im County, das im National Register of Historic Places eingetragen ist.

56 Bauwerke und Stätten des Countys sind insgesamt im National Register of Historic Places eingetragen (Stand 21. Februar 2018).

## Geographie
Das County hat eine Fläche von 3.637 Quadratkilometern, wovon 30 Quadratkilometer Wasserfläche sind.

## Städte und Ortschaften
| - Addison - Almond - Arkport - Avoca - Bath - Bradford - Cameron - Campbell - Canisteo (Stadt) - Canisteo (Dorf) - Caton - Cohocton - Corning - Dansville - Erwin | - Fremont - Gang Mills - Greenwood - Hammondsport - Hartsville - Hornby - Hornell - Hornellsville - Howard - Jasper - Lindley - North Hornell - Painted Post - Prattsburgh | - Pulteney - Rathbone - Riverside - Savona - South Corning - Thurston - Troupsburg - Tuscarora - Urbana - Wayland - Wayne - West Union - Wheeler - Woodhull |